# IC 3698
IC 3698 ist eine Spiralgalaxie vom Hubble-Typ Sc im Sternbild Jungfrau auf der Ekliptik. Sie ist schätzungsweise 371 Millionen Lichtjahre von der Milchstraße entfernt.  Die Entfernungsmessungen basierend auf den Radialgeschwindigkeiten stimmen nicht mit den rotverschiebungsunabhängigen Entfernungsschätzungen von 59 Millionen Lichtjahren überein.
Das Objekt wurde am 10. Mai 1904 von Royal Harwood Frost entdeckt.